# 印扇蟌属
印扇蟌属（学名：Indocnemis）为扇蟌科的一个属。

## 下属物种
本属包括以下物种：
- Indocnemis ambigua Asahina, 1997
- Indocnemis marijanmatoki Phan, 2018[2]
- Indocnemis orang Foerster, 1907